# Adam Parr
Pour les articles homonymes, voir Parr.
Adam Parr, né le 26 mai 1965 à Londres, est un homme d'affaires et un avocat britannique, ancien directeur de la compagnie minière Rio Tinto et ancien président de l'écurie de Formule 1 Williams F1 Team.

## Biographie

### Jeunesse et activité chez Rio Tinto
Né à Londres en 1965, Adam Parr fait ses études au prestigieux Eton College et obtient son diplôme du Jesus College de Cambridge en 1987. Il commence sa carrière à la banque d'investissement Barclays avant de partir pour le Japon où il travaille dans le secteur de l'industrie lourde pour le groupe Rio Tinto. Il revient en Angleterre avant de devenir assistant du directeur d'exploitation de la mine de cuivre de Palabora en Afrique du Sud.
En 1993, Parr décide de prendre une année sabbatique pour étudier le droit public. Il devient rapidement un avocat réputé, défendant notamment en appel un ancien directeur du Westminster City Council dans une affaire de gerrymandering, lui évitant une amende de 30 millions de livres. Après cinq ans d'exercice, il revient chez Rio Tinto, obtenant une promotion au poste de vice-président. Pendant six ans passés en Australie, il développe l'activité de sa société dans la province reculée du Pilbara et met en œuvre un programme destiné à augmenter la sécurité dans les mines. Le succès de cette entreprise lui permet de devenir président et directeur commercial de Rio Tinto Minerals, filiale du groupe anglo-australien active sur les cinq continents. Il occupe ce poste jusqu'en 2006.

### Carrière en Formule 1
C'est en 2000 qu'Adam Parr rencontre Frank Williams, cofondateur et président de l'équipe de Formule 1 Williams F1 Team. Les deux hommes restent en contact et en 2006, Williams nomme Parr chief executive officer (directeur général) de son écurie à la place de Chris Chapple,. Malgré des performances plutôt décevantes sur le plan sportif, Parr développe des partenariats financiers pour l'écurie et contribue fortement à la réussite de son introduction en bourse. En 2010, Parr accède au poste de président du conseil d'administration, prenant la succession de Frank Williams qui conserve toutefois le poste de directeur d'écurie et reste son actionnaire principal. Alors qu'il est le candidat désigné par ce dernier pour prendre sa succession à la tête de l'équipe après le départ de l'autre cofondateur Patrick Head, Adam Parr annonce sa démission et quitte l'écurie le 30 mars 2012,.
Il écrit ensuite L'Art de la Guerre — Cinq Années en Formule 1, un livre témoignage sur les dessous de la Formule 1 sous forme de BD.